# 伊泽芳登

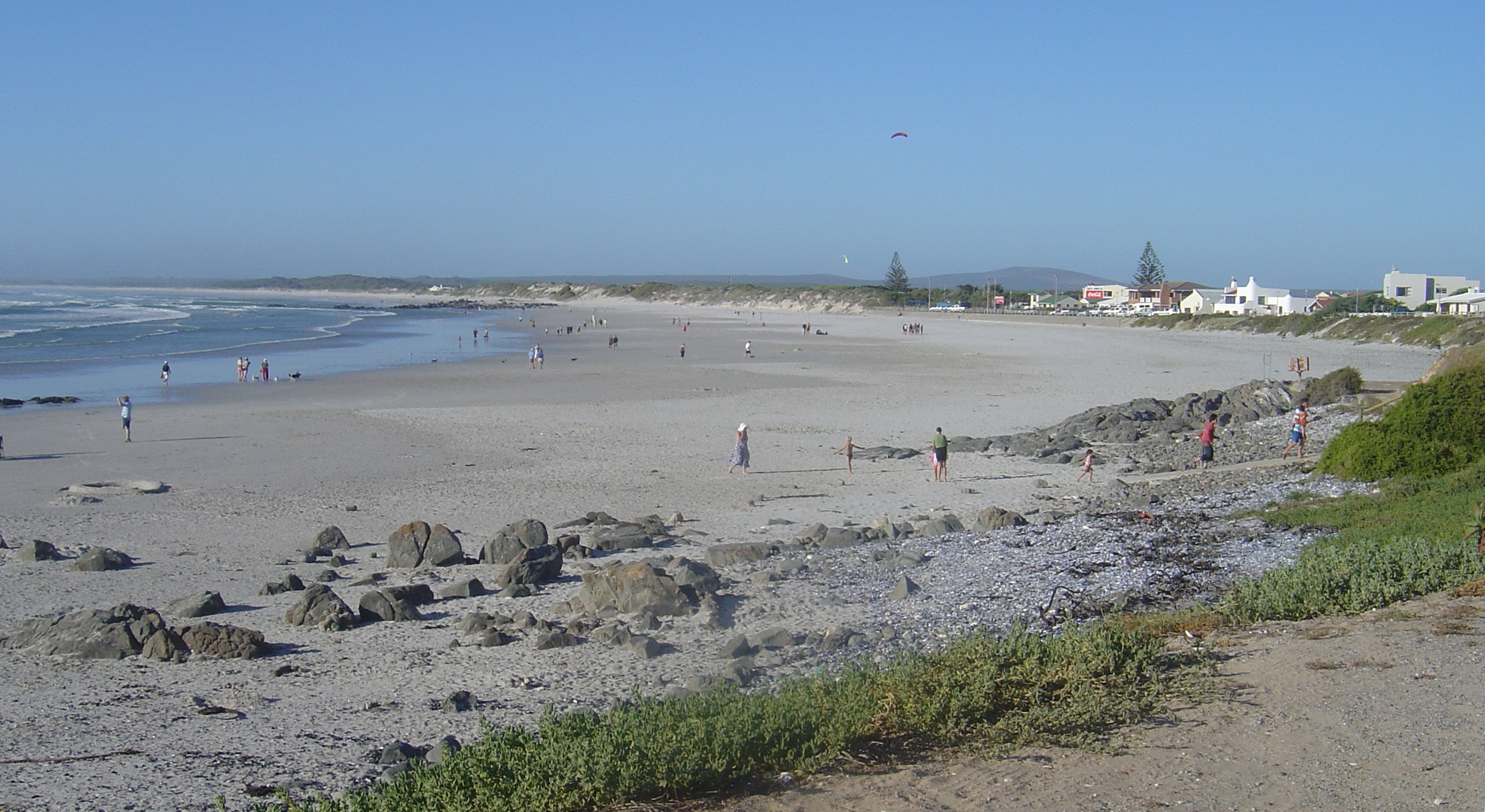
伊泽芳登的海滩

伊泽芳登（Yzerfontein）是南非西海岸的一个海港小镇，距开普敦约90公里。主要的收入来源于旅游业（特别是8月至10月野花盛放的季节）和捕鱼。

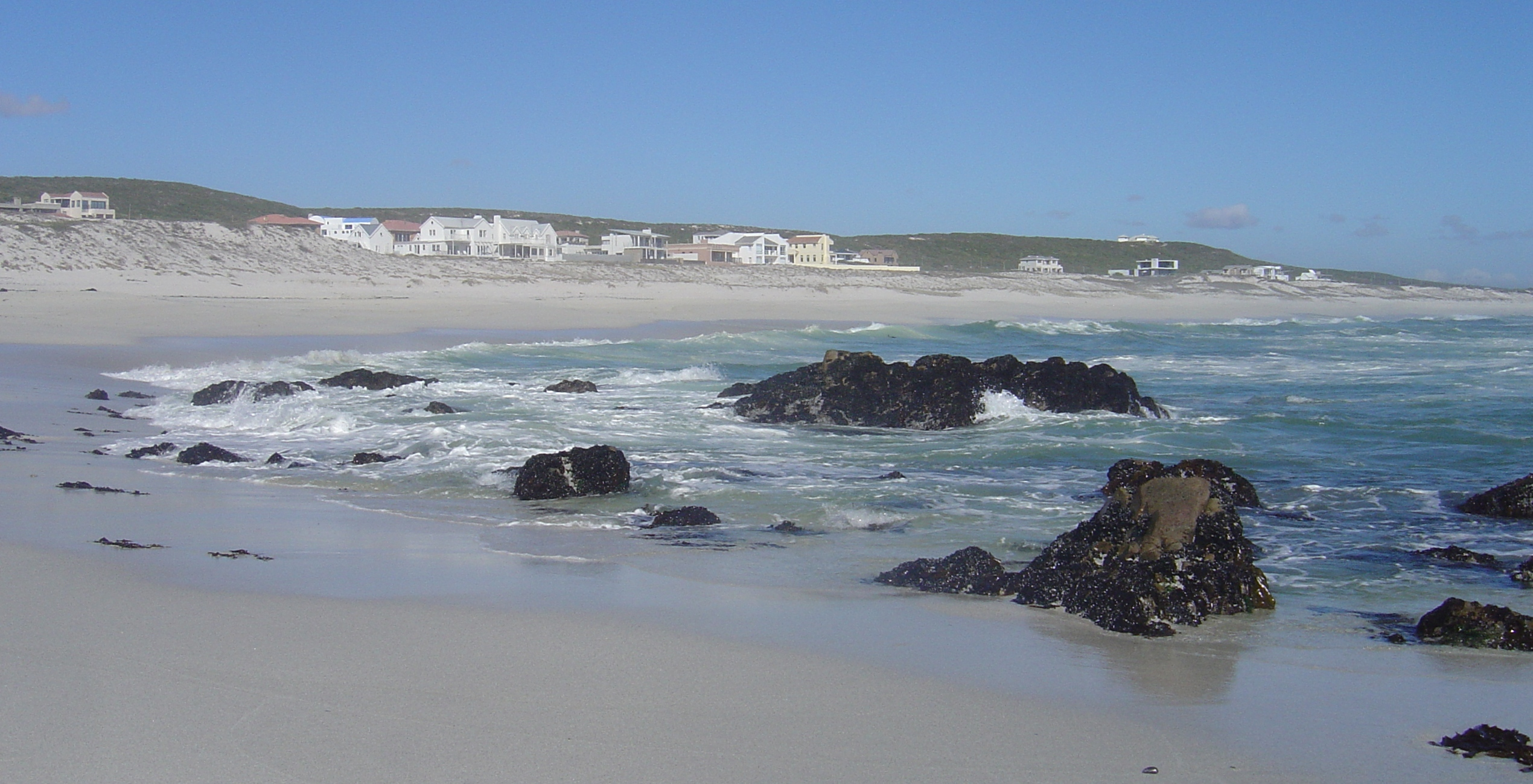
珍珠湾市郊，伊泽芳登南部新兴区。

伊泽芳登独有的「16英里海滩」（16 Mile Beach）闻名于世，它是南非海岸线上最长的不间断沙滩，主滩向北延伸至城镇边界上的西海岸国家公园。达森岛向西离岸约10km。
伊泽芳登是ACE（非洲海岸至欧洲）和WACS（西非电缆系统）海底通讯电缆的着陆点。城外是达林风力农场，由扩张计划运作。